# Tevfik Kış
Tevfik Kış (Çorum, Turquía, 10 de agosto de 1934-4 de  septiembre de 2019) fue un deportista turco especialista en lucha grecorromana que llegó a ser campeón olímpico en Roma 1960.

## Carrera deportiva
En los Juegos Olímpicos de 1960 celebrados en Roma ganó la medalla de oro en lucha grecorromana estilo peso ligero-pesado, por delante del luchador búlgaro Krali Bimbalov (plata) y del soviético Givi Kartoziya (bronce).